# Växjö/Kronoberg repülőtér
A Växjö/Kronoberg repülőtér (IATA: VXO, ICAO: ESMX) Svédország egyik nemzetközi repülőtere, amely Växjö község közelében található. Éves utasforgalma 149 269 fő (2022).

## Futópályák
A repülőtér futópályái:
- 01/19 (2103 m, 45 m, aszfalt)

## Forgalom
Az utasforgalom az elmúlt években az alábbi módon változott:
| Utasok száma | 173 705 | 170 200 | 148 442 | 180 640 | 179 413 | 178 640 | 172 413 | 278 972 | 50 273 | 149 269 |
|              | 2005    | 2007    | 2009    | 2011    | 2013    | 2014    | 2016    | 2018    | 2020   | 2022    |